# إرنست هوفمان
ارنست تيودور فيلهلم هوفمان (بالألمانية: Ernst Theodor Wilhelm Hoffmann) (24 يناير 1776 في كالينينغراد—25 يونيو 1822 في برلين)، المعروف با سم: إ. ت.أ هوفمان (E. T. A. Hoffmann) هو كاتب رومانسي ألماني وكذلك ملحن، قانوني ورسام الكاركاتير.
انه بطل أوبرا جاك أوفنباخ الشهير عنوانه «حكايات هوفمان». وهو أيضا مؤلف الحكاية الخرافية «كسارة البندق وملك الفئران» التي ألهمت باليه «كسارة البندق» إحدى روائع المؤلف الموسيقي الروسي تشايكوفسكي.
إرنست هوفمان واحد من كبار الكتاب في الحركة الرومانسية وتمتعت أعماله الأدبية بنفوذ كبير خلال القرن التاسع عشر. ويعتبر من رواد أدب الخيال (الفنتازيا).

## حياته

### شبابه
ولد هوفمان في عائلة من المحامين، إذ كان والده كريستوف لودفيخ هوفمان (1736- 1797) محاميًا في كونيغسبرغ، بروسيا وهي اليوم (الآن كالينينغراد في روسيا) وشاعرًا يهوى الموسيقا وعازفًا على كمان الساق. تزوج من ابنة عمه لوفيسا ألبرتينا دورفير (1748 - 1796). كان إرنست الأخ الأصغر بين ثلاثة أطفال، توفي الثاني بينهم خلال طفولته.
غادر والده إلى انتسبرغ (تشيرنياخوفسك اليوم) برفقة ابنه الأكبر، يوهان لودفيخ هوفمان (1768- بعد 1822)، بينما بقيت والدته في كونيغسبرغ مع أقربائها.
التحق هوفمان بين عامي 1781 و1792 بالمدرسة اللوثرية، حيث حقق تقدمًا جيدًا في الكلاسيكيات. تعلم الرسم على يد أحد السايمان والطباق من قبل عازف الأرغن البولندي بودبيلسكي الذي كان قدوة لأبراهام ليسكوت في كاتر مور. أظهر إرنست موهبة كبيرة في عزف البيانو وشغل وقته بالكتابة والرسم، إلا أن بيئته المحلية لم تساعده على التقدم في اختصاصه، فظل يجهل إلى حد كبير الأشكال الكلاسيكية والأفكار الفنية الجديدة التي كانت في تطور مستمر في ألمانيا، على الرغم من مواهبه في جوانب متعددة وقراءته لشيلر وغوته وسويفت وستيرن وروسو وجان باول وكتابته لجزء من رواية حملت عنوان «الغامض».
أصبح صديقًا لثيودور غوتليب فون هيبل الأصغر (1775- 1843) نحو عام 1787، الذي كان والده قسًا وعمه غوتليب فون هيبيل الأكبر الكاتب المعروف وصديق إيمانويل كانت. حضر كلاهما محاضرات في جامعة كونيغسبرغ خلال عام 1792، استمرت صداقتهما مدى الحياة على الرغم من الفرق الاجتماعي المتزايد الذي لطالما عرض صداقتهما للاختبار.
أُغرم هوفمان بدورا هات في عام 1794، وهي امرأة متزوجة كان قد أعطاها دروسًا في الموسيقى وتكبره سنًا بعشر سنوات، وأنجبت طفلها السادس في عام 1795. احتجت أسرتها على اهتمامه بها، فطلب مترددًا من أحد أعمامه أن يرتب له عملًا في غلوغاو، سيليزيا البروسية.

## التقييم
يعتبر هوفمان واحدًا من أفضل ممثلي الرومانسية الألمانية ورائدًا في نمط الخيال ويمتلك ذوقًا يجمع بين الرعب والواقعية التي أثرت أيضًا على كُتَّاب مثل إدغار آلان بو (1805 - 1849) ونيقولاي غوغول (1809- 1852) وتشارلز ديكنز (1812- 1870) وشارل بودلير (1812- 1870) وجورج ماكدونالد (1824- 1905) وفيودور دوستويفسكي (1881- 1821) ووفيرنون لي (1856- 1935)، وفرانس كافكا (1883- 1924) وألفرد هتشكوك (1899- 1980). يُشار إلى قصة هوفمان «الآنسة دي سكوديري» باعتبارها أول قصة بوليسية ذات تأثير مباشر على «جرائم شارع مورغ».
وصف منظّر الأدب الروسي في القرن العشرين أعمال هوفمان بأنها منيبية (الهجاء المنيبي)، وهي ساخرة بشكل أساسي وتعتمد المحاكاة الذاتية الساخرة في الشكل وبالتالي تشمله في تقليد يتضمن مغيل دي ثيربانتس وديدرو وفولتير.
سمي جناح البيانو الذي ألفه روبرت شومان في عام 1828 تيمنًا بأحد كتب هوفمان (وبحسب تشارلز روزين «الجيل الرومانسي»، فقد يكون الاسم مستوحى من «حياة وآراء تومكات مور» التي يظهر فيها كريسلر. تستند تحفة جاك أوفنباخ «أوبرا حكايات هوفمان في عام 1816» بشكل أساسي إلى القصص مثل («رجل الرمال»، 1816) و«رات كريسبل» («المستشار كريسبل»، 1818) و«الانعكاس المفقود» من (مغامرات ليلة رأس السنة، 1814)، أوحى كتاب (ليتل زاتشز كولد سينابار، 1819) بآريا وأوبريت (ملك الجزر، 1872). تستند باليه بيتر إليتش تشايكوفسكي (كسارة البندق، 1892) إلى «كسارة البندق والملك الفأر»، بينما تستند باليه كوبيليا التي ألف موسيقاها ليو دليباس إلى قصتين غريبتين لهوفمان.
أثر هوفمان أيضًا على الرأي الموسيقي في القرن التاسع عشر بشكل مباشر من خلال نقده للموسيقى. تسببت مراجعاته لسيموفونية بيتهوفن الخامسة، رقم العمل الموسيقي 67، وغيرها من الأعمال الهامة، في وضع معايير أدبية جديدة للكتابة عن الموسيقى، وشجع الكتاب اللاحقين على اعتبار الموسيقى «الفن الأكثر رومانسية بين جميع الفنون». جمع فريدريك شناب مراجعات هوفمان لأول مرة للقراء المعاصرين التي ترجمت للإنجليزية في ما يعرف بكتابات إي. تي. إيه هوفمان عن الموسيقى وجمعت في مجلد واحد في عام 2004.
جاهد هوفمان لخلق موسوعة فنية، فقد خلق في أعماله أكثر مما يمكن تصنيفه تعليقًا سياسيًا يتحقق من خلال السخرية. تتناول روايته الرائعة «حياة وآراء تومكات مور، 1819- 1821» قضايا عديدة مثل الناحية الجمالية للفن الحقيقي وأساليب التفوق الذاتي التي ترافق أي مسعى حقيقي للخلق. يواجه تصوير هوفمان لشخصية كريسلر (موسيقي عبقري) شخصية أخرى هي تومكات مور (وهو مثال ظاهري عن التبجح الفني الذي وجده العديد من معاصري هوفمان بأنه هجومي وتخريبي للمثل الرومانسية).
يشير أدب هوفمان لإخفاقات العديد ممن يسمون بالفنانين، بغرض التفريق بين الجوانب السطحية والأصلية لمثل هذه المثل الرومانسية، وبحسب هوفمان، يجب فصل الجهد الواعي للذات الذي يُستخدم للإبهار عن الجهد المدرك للذات الذي يجب أن يخلقه الفرد. يُعرب عن هذه الازدواجية الأساسية في كاتر مور من الناحية الهيكلية من خلال استطرادية «متصلة معًا» لسردين عن السيرة الذاتية.

### الخيال العلمي
لا يوافق ألغيس بادريس من غالكسي للخيال العلمي على ادعاء إي. إف بلايلر بأن هوفمان كان «واحدًا من أعظم اثنين أو ثلاثة كتاب للخيال»، ولكنه على الرغم من ذلك يرى أن هوفمان «قد وضع الأساس لبعض من أكثر الموضوعات الراسخة التي لدينا».
يجادل المؤرخ مارتن ويليس بأن تأثير هوفمان على الخيال العلمي قد قوبل بالتجاهل ويقول: «تكشف أعماله عن كاتب يشارك بشكل حيوي في المناقشات العلمية المهمة التي حصلت في أواخر القرن الثامن عشر وأوائل القرن التاسع عشر». يشير ويليس إلى أن عمل هوفمان يواكب (فرانكشتاين، 1818) و«المناقشات الساخنة والعلاقة بين التجريبية الجديدة والأشكال القديمة للفلسفة الطبيعية التي سادت في القرن الثامن عشر». يتمثل «اهتمامه بالثقافة الآلية في عصره بشكل جيد في قصصه القصيرة والتي من أشهرها (رجل الرمال، 1816)، (الأوتوماتا، 1814).
تساهم أعمال هوفمان بشكل كبير في عملية فهمنا لظهور المعرفة العلمية خلال السنوات الأولى من القرن التاسع عشر وفي الصراع الكبير بين العلم والسحر، وهو يركز بشكل أساسي على «الحقائق» المتاحة للمدافعين عن أي من الممارستين. يعكس توازن هوفمان بين السحر والمغناطيسية الحيوانية والميكانيكية، وصعوبة تصنيف المعرفة العلمية في أوائل القرن التاسع عشر.

## وصلات خارجية
- إرنست هوفمان على موقع IMDb (الإنجليزية)
- إرنست هوفمان على موقع الموسوعة البريطانية (الإنجليزية)
- إرنست هوفمان على موقع ألو سيني (الفرنسية)
- إرنست هوفمان على موقع ميوزك برينز (الإنجليزية)
- إرنست هوفمان على موقع أول موفي (الإنجليزية)
- إرنست هوفمان على موقع قاعدة بيانات برودواي على الإنترنت (الإنجليزية)
- إرنست هوفمان على موقع قاعدة بيانات برودواي على الإنترنت (الإنجليزية)
- إرنست هوفمان على موقع قاعدة بيانات الأفلام السويدية (السويدية)
- إرنست هوفمان على موقع إن إن دي بي (الإنجليزية)
- إرنست هوفمان على موقع أول ميوزيك (الإنجليزية)
- مؤلفات إرنست هوفمان في مشروع غوتنبرغ
- أعمال أو نبذة عن إرنست هوفمان على أرشيف الإنترنت
- أعمال إرنست هوفمان في ليبري فوكس
- Free scores by إرنست هوفمان في موقع مكتبة كورالي للملكية العامة  [لغات أخرى]‏ (ChoralWiki)